# Walfisch
Walfisch (en alemán: Insel Walfisch) es una isla deshabitada alemana, en la bahía de Mecklemburgo en el mar Báltico.
Se encuentra entre la ciudad de Wismar (aproximadamente 4,5 km al norte) y la isla de Poel. La isla es muy plana y tiene una circunferencia máxima de aprox. 500 × 300 metros, una superficie de 8,65 hectáreas y constituye una reserva natural.

## Historia
Durante la guerra de los Treinta Años había una fortaleza en la isla, que hoy está principalmente cubierta por el agua. Los restos de ésta se están descubriendo hoy a través de la arqueología aérea.
La fortaleza de Walfisch fue destruida en el año 1717 después de las Guerras del Norte.